# 戀愛的幸運餅乾
《戀愛的幸運餅乾》（日语：／ Koisuru fōchunkukkī */?）是日本女子偶像團體AKB48的第32張單曲作品，於2013年8月21日由國王唱片發行。此張單曲的主打A面曲《戀愛的幸運餅乾》與搭配的多首B面曲，是根據同年6月8日揭榜的第五屆選拔總選舉之投票結果的名次決定參與演唱成員名單，因此成為第一張以HKT48成員指原莉乃為center（中心成员）的單曲。
除了AKB48之外，以印尼雅加達為據點的海外姊妹團體JKT48也同样於8月21日同步推出一同名單曲唱片（但唱片名改為英文的）；位于上海的姊妹团体SNH48（当时）于11月25日发行了本曲的翻唱版本《愛的幸運曲奇》。位於曼谷的海外姐妹團體BNK48於2018年發行翻唱版本《Koisuru Fortune Cookie》, BNK48因為這首歌已迅速在泰國爆紅，成為泰國國民偶像。位於馬尼拉的海外姐妹團體MNL48於2018年12月發行翻唱版本《Pag-Ibig Fortune Cookie》。

## 宣傳和發行
AKB48早於第五屆選拔總選舉後兩天，即2013年6月10日公布將於8月21日發行第32張單曲，並宣布A面曲獲起用為富士電視台年度活動御台場合眾國2013的主題歌曲。然而當時尚未公開單曲標題等詳情。同月13日，應屆總選舉首名指原莉乃在HKT48劇場的公演上，表示從AKB48總製作人秋元康收到短訊，並得知新歌名為《嚇一跳音頭》（びっくり音頭，音頭是一種日本樂曲形式）。其後，指原莉乃在同月23日深夜直播的綜藝節目《AKB映像中心》中，宣布新歌名其實是《戀愛的幸運餅乾》（恋するフォーチュンクッキー），而非之前公布的「音頭」，並稱「音頭」只是秋元康的「奸計」。另外，配合单曲发行，AKB48成员主演的一夜短作品集锦电视剧《幸運餅》于7月7日深夜在富士电视台播出。
這張單曲的主打曲與前兩首由總選舉決定演唱成員名單的單曲《飛翔入手》和《格子花紋》一樣，也是於6月29日播放的TBS電視台超長音樂節目《音樂日》（音樂の日）中首次披露，由成員進行棚內演唱並接受主持人訪問。在節目中表演新曲的是由指原莉乃帶領的選拔組成員，包括已經宣布預定畢業的篠田麻里子與板野友美。不過，由於16歲的松井珠理奈因日本的兒童福利相關法規，超過晚上10時不能工作參與演出，還有松井玲奈因出國工作未能出席，兩人的位置因而分別由川榮李奈與武藤十夢替補。
收錄於Type-B的篠田麻裡子的畢業曲《不是因為眼淚》和板野友美的畢業曲《最後一扇門》分别於7月12日和8月9日的《MUSIC STATION》中首次披露。節目特別為她們製作畢業特集，回顧她們的AKB48生涯，主持人塔摩利贈送了花束。篠田和板野含淚作了感謝致辭。
如同48集團一貫以來的單曲發行風格，此張單曲唱片也是採一單曲多版本方式發行，共推出Type-A、Type-K、Type-B與劇場盤共四種版本，而其中Type-A、K、B又分別會推出僅有上市初期限量發行的初回限定盤，與長期發行的普通盤兩種次版本。不同版本的唱片，會有不同的收錄曲目與附贈贈品（特典）。
在7月20日于福岡巨蛋举办的演唱会“AKB48 2013盛夏的巨蛋巡回——还有许多不得不做的事情”（AKB48・2013真夏のドームツアー 〜まだまだ、やらなきゃいけないことがある〜）上，收录于单曲中由Under Girls、Next Girls、Future Girls演唱的三首B面曲也于安可部分首次披露，同时这场演唱会中也首次播放了已经制作完成的A面曲MV。同日，AKB48也在官方Youtube频道上公布了由48家族工作人员们演出的工作人員版（Staff ver.）MV。次日，由曾为松任谷由实和滨崎步制作唱片封面的新加坡设计师纪嘉良设计制作的，包含着许多福冈当地名物的单曲封面也对外公布。
為了進一步製造話題，AKB48的營運單位在官方網站上對外募集由各界民眾投稿自行拍攝的《戀愛的幸運餅乾》音樂影片，並在官方的YouTube頻道上披露，獲得熱烈的迴響。投稿單位除了日本各地與AKB48集團有合作關係的地方電視台和廣播電台、各類私人企業、地方政府機關外，也有由居住在美國的歌迷發起、由全球歌迷串聯合作的海外歌迷版影片，與以倫敦、新加坡等外國城市為主題的投稿；AKB48成員之一、曾推出過個人演歌唱片的岩佐美咲也將這首歌改編為演歌風格演唱。在各種不同的投稿影片版本中，由AKB48集團幕後營運單位的工作人員們所拍攝的工作人員版與日本女性服飾、精品品牌莎曼莎·塔巴薩（Samantha Thavasa）所投稿的企業版本，甚至在YouTube的日本2013年度影片點閱排行榜中奪得非音樂影片類別的第一名與第五名，其中前者的點閱次數高達800萬次。

## 歌曲

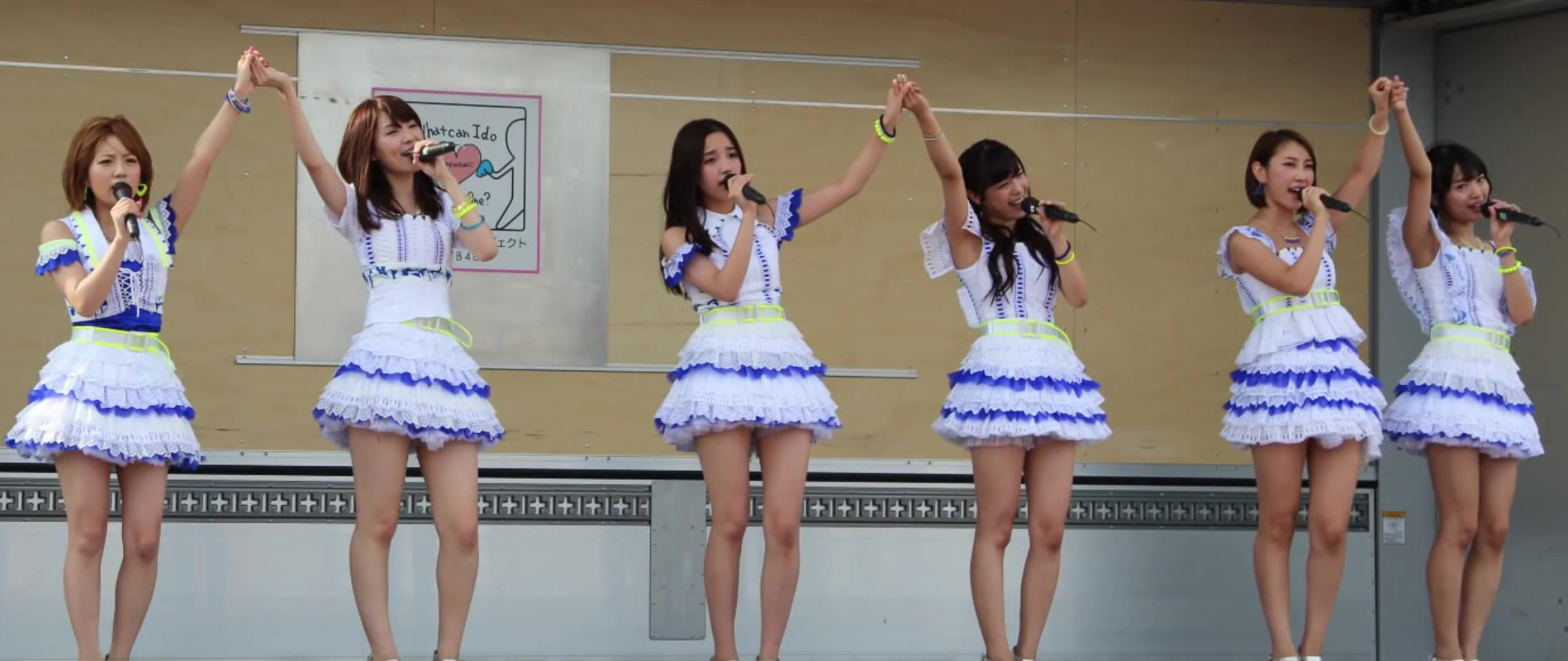
AKB48成員在大熊町演唱《戀愛的幸運餅乾》。

《戀愛的幸運餅乾》採用復古迪斯可風格編曲和進行曲風格服裝設計，由木瓜鈴木編舞。其MV的拍攝在2013年6月22日於HKT48根據地福岡市進行，動員了超過3800名的一般民眾參與拍摄，打破了姊妹團體SKE48於2011年發行的單曲《萬歲Venus》（バンザイVenus）中約千名民眾參演的人數紀錄。
歌曲於《音樂日》首次披露，評價好壞參半。音樂雜誌《snoozer》的總編輯田中宗一郎表示「十分合他的口味」，並指這首歌帶有費城靈魂樂派風格這一點十分好。不過，網上亦有不少批評意見，指「節奏興奮不起來」、「像前一個時期的偶像歌曲」等等。
在日本公信榜20日的當日單曲銷量榜單中，《戀愛的幸運餅乾》初次登場就坐上了榜首的位置，當天共賣出109.6萬張。這是AKB48繼上一張單曲《再見自由式》後連續第二次在首發當天銷量超過100萬張，也是AKB48組合第5張首日銷量破百萬張的單曲。之前破百萬的4張單曲分別是2011年8月發售的《飛翔入手》、10月發售的《風正在吹》、2012年5月發售的《仲夏的sound good！》和2013年5月發售的《再見自由式》。

## 參與成員
單曲的部份參與成員按照AKB48第32張單曲選拔總選舉的排名而定，選拔成员（前16名）负责A面曲《戀愛幸運餅》，「Under Girls」（第17至32名）、「Next Girls」（第33至48名）與「Future Girls」（第49至64名）分别演唱一首B面曲。以下所提及的成員所屬分隊都是以單曲唱片發行的時間點為準。括號內為各成員總選舉的名次。

### 戀愛的幸運餅乾
（中央位置成員：指原莉乃）
- Team A：篠田麻里子（5）、高橋南（高橋みなみ）（8）、橫山由依（13）、渡邊麻友（3）
- Team K：板野友美（11）、大島優子（2）
- Team B：柏木由紀（4）、小嶋陽菜（9）、島崎遥香（12）
- SKE48 Team S / AKB48 Team K：松井珠理奈（6）
- SKE48 Team KII：須田亞香里（16）
- SKE48 Team E：松井玲奈（7）
- NMB48 Team N / AKB48 Team B：渡邊美優紀（15）
- NMB48 Team N：山本彩（14）
- HKT48 Team H：指原莉乃（1）
- SNH48：宮澤佐江（10）

本作是指原首次擔任AKB48或HKT48單曲主打曲的center，也是AKB48的單曲初次以姊妹組合成員獨自擔任單曲center。第16名的須田亞香里為初次進入AKB48的選拔組，其餘15人在上一張單曲《再見自由式》中都是選拔成員。

### 想了一下愛的定義
Under Girls名義
（中央位置成員：柴田阿弥）
- Team A：入山杏奈（30）、川荣李奈（25）
- Team K：北原里英（21）
- Team B：梅田彩佳（19）、藤江丽奈（藤江れいな）（32）
- 研究生：峯岸南（峯岸みなみ）（18）
- SKE48 Team S：大矢真那（29）、木崎由里亞（22）
- SKE48 Team KII：柴田阿弥（17）、高柳明音（23）、古川愛李（27）
- SKE48 Team E：木本花音（31）
- SKE48 研究生：松村香織（24）
- NMB48 Team M：山田菜菜（28）
- HKT48 Team H：宮脇咲良（26）
- JKT48 Team J / AKB48 Team B：高城亞樹（20）

上张单曲中的Under Girls没有人是这次的Under Girls成员。北原里、峯岸、柴田、松村香四人首次成为Under Girls。入山、川荣、藤江、木崎、木本、山田菜、宮脇是在《Waiting room》以来，大矢、高柳、古川、高城是在《为何波西米亚》以来、梅田彩是在《不能拥抱你》以来再次成为Under Girls。而上张单曲中的Under Girls中只有田野、武藤、吉田三人参加了本张单曲的其它乐曲的录制。

### 這一次一定要心醉神迷
Next Girls名義
（中央位置成員：佐藤亞美菜）
- Team A：田野優花（38）
- Team K：倉持明日香（36）、佐藤亞美菜（33）、永尾玛利亚（永尾まりや）（35）、武藤十夢（45）
- Team B：石田晴香（46）、片山陽加（34）
- AKB48 Team B / SKE48 Team KII：大場美奈（48）
- SKE48 Team S：齐藤真木子（42）
- SKE48 Team KII：小林亞实（47）、松本梨奈（41）
- SKE48 Team E：梅本圆（梅本まどか）（39）
- NMB48 Team N：上西惠（40）
- NMB48 Team M / AKB48 Team A：矢倉楓子（44）
- HKT48 Team H / AKB48 Team A：兒玉遥（37）
- HKT48 Team H：多田愛佳（43）

齐藤、小林亞、松本、梅本圆四人是首次参加AKB48单曲通常盘曲目的录制。

### 猜想的橘子果醬
Future Girls名義
（中央位置成員：薮下柊）
- Team A：菊地彩香（菊地あやか）（51）、佐藤堇（佐藤すみれ）（52）、松井咲子（60）
- Team K：前田亞美（53）
- Team B：岩佐美咲（56）、山内鈴蘭（61）
- AKB48 Team B / NMB48 Team N：市川美織（57）
- SKE48 Team S：磯原杏華（58）、中西優香（64）
- SKE48 Team E：金子栞（63）
- NMB48 Team N：小笠原茉由（54）、吉田朱里（50）
- NMB48 Team BII：薮下柊（49）
- HKT48 研究生：田島芽瑠（55）、朝長美樱（59）
- 毕业生：平嶋夏海（62）

磯原、金子两人是首次参加AKB48单曲通常盘曲目的录制。藪下柊是繼《Waiting room》之後，第二次參與AKB48的MV錄製。平嶋夏海是在《如果是榮格或佛洛伊德》一年半之后再次参与AKB48的单曲录制，这也是组合内首次有成员在毕业之后仍参加了组合的单曲录制。

### 最後一扇門
（中央位置成員：板野友美）
- Team A：篠田麻里子、高橋南、橫山由依、渡邊麻友
- Team K：板野友美、大島優子
- Team B：柏木由紀、小嶋陽菜、島崎遥香
- 研究生：峯岸南
- SKE48 Team S / AKB48 Team K：松井珠理奈
- HKT48 Team H：指原莉乃
- SNH48：宮澤佐江

### 不是因為眼淚
（中央位置成員：篠田麻里子）
- Team A：篠田麻里子、高橋南、橫山由依、渡邊麻友
- Team K：板野友美、大島優子
- Team B：柏木由紀、小嶋陽菜、島崎遥香
- 研究生：峯岸南
- SKE48 Team S / AKB48 Team K：松井珠理奈
- HKT48 Team H：指原莉乃
- SNH48：宮澤佐江

### 晴空咖啡
（中央位置成員：小嶋真子、西野未姫）
- 研究生：相笠萌、岩立沙穂、冈田彩花、冈田奈奈、小嶋真子、篠崎彩奈、西野未姫、村山彩希
- SKE48 研究生：北川绫巴、北原侑奈、山田瑞穗（山田みずほ）
- NMB48 研究生：澀谷凪咲、林萌萌香
- HKT48 研究生：岡田栞奈、田岛芽瑠、朝长美樱

## 版本與收錄內容

### Type-A
Type-A版本的封面照片是由本單曲的選拔組成員（第五次總選舉中獲得前16名的成員）共同拍攝。封底則是擔任中心位置的指原莉乃之獨照。除了單曲主打A面曲《戀愛的幸運餅乾》外，此版本也收錄了小分隊Under Girls與Next Girls所演唱的B面曲，及對應的MV。 
CD
| No. | 曲目                                       | 作詞   | 作曲       | 編曲     | 備註              |
| --- | ------------------------------------------ | ------ | ---------- | -------- | ----------------- |
| 1   | 《戀愛的幸運餅乾》（恋するフォーチュンクッキー）                     | 秋元康 | 伊藤心太郎 | 武藤星兒 |                   |
| 2   | 《想了一下愛的定義》（愛の意味を考えてみた）                   | 秋元康 | 小川耕太   | 野中雄一 | Under Girls演唱曲 |
| 3   | 《這一次一定要心醉神迷》（今度こそエクスタシー）               | 秋元康 | 井上義正   | 井上義正 | Next Girls演唱曲  |
| 4   | 《戀愛的幸運餅乾》（off vocal ver.）       |        |            |          |                   |
| 5   | 《想了一下愛的定義》（off vocal ver.）     |        |            |          |                   |
| 6   | 《這一次一定要心醉神迷》（off vocal ver.） |        |            |          |                   |

DVD
| No. | 內容                                                 | 備註 |
| --- | ---------------------------------------------------- | --- |
| 1   | 《戀愛的幸運餅乾》MV                                 | MV導演為關根光才。 |
| 2   | 《想了一下愛的定義》MV                               | |
| 3   | 《這一次一定要心醉神迷》MV                           | |
| 4   | 科幻少女連續劇系列《ADS77》： 第一幕：名叫奈奈的姊姊 | 《ADS77》是由犬童一心導演、由AKB48研究生主演，具有舞台劇風格的連續劇影片。分多集收錄於不同版本的唱片中。出演的演员名单如下： - Team A：岩田華怜、佐佐木優佳里 - Team K：平田梨奈 - 研究生：相笠萌、岩立沙穂、冈田奈奈、小嶋真子、高島祐利奈、西野未姫、村山彩希、茂木忍 - 助演的专业演员：陰山泰、村岡希美          |
| 5   | 《戀愛的幸運餅乾》舞蹈影片（Type-A）                 | 此影片是配合AKB48與遊戲開發商科樂美（KONAMI）旗下的大型電玩機台《熱舞進化街機版》（Dance Evolution Arcade，簡稱為DEA）的異業合作案而拍攝。在影片中AKB48的成員是在DEA風格的背景中進行舞蹈，影片根據拍攝成員的不同，共分為Type-A、-K、-B三個版本，收錄於三版本的唱片中。 - 参加的成员有小嶋真子、岡田奈奈与西野未姫。 |

特典
- 日本全国握手会活动参加券1種（全2種，只有初回限定盤附赠）
- 生写真[註 4]1種（全50種，只有通常盘附赠）

### Type-K
Type-K版本的封面照片是由本單曲的選拔組成員中，總選舉名次為雙數的8名成員共同拍攝，以第二名的大島優子為主角，其餘7人分別是柏木由紀、松井珠理奈、高橋南、宮澤佐江、島崎遥香、山本彩、與須田亞香里，封底照片是大島優子獨照。除了主打曲之外，此版本收錄了小分隊Under Girls與Future Girls所演唱的B面曲，及對應的MV。
CD
| No. | 曲目                                   | 作詞   | 作曲       | 編曲     | 備註               |
| --- | -------------------------------------- | ------ | ---------- | -------- | ------------------ |
| 1   | 《戀愛的幸運餅乾》                     | 秋元康 | 伊藤心太郎 | 武藤星兒 |                    |
| 2   | 《想了一下愛的定義》                   | 秋元康 | 小川耕太   | 野中雄一 |                    |
| 3   | 《猜想的橘子果醬》（推定マーマレード）                 | 秋元康 | 川島有真   | 佐佐木裕 | Future Girls演唱曲 |
| 4   | 《戀愛的幸運餅乾》（off vocal ver.）   |        |            |          |                    |
| 5   | 《想了一下愛的定義》（off vocal ver.） |        |            |          |                    |
| 6   | 《猜想的橘子果醬》（off vocal ver.）   |        |            |          |                    |

DVD
| No. | 內容                                       | 備註                                         |
| --- | ------------------------------------------ | -------------------------------------------- |
| 1   | 《戀愛的幸運餅乾》MV                       |                                              |
| 2   | 《想了一下愛的定義》MV                     |                                              |
| 3   | 《猜想的橘子果醬》MV                       |                                              |
| 4   | 科幻少女連續劇系列《ADS77》： 第二幕：廢棄 |                                              |
| 5   | 《戀愛的幸運餅乾》舞蹈影片（Type-K）       | * 参加的成员有岩田華怜、田野優花与武藤十夢。 |

特典
- 日本全国握手会活动参加券1種（全2種，只有初回限定盤附赠）
- 生写真1種（全50種，只有通常盘附赠）

### Type-B
Type-B版本的封面照片是由本單曲的選拔組成員中，總選舉名次為單數的8名成員共同拍攝，以第一名的指原莉乃為主角，其餘7人分別是渡邊麻友、篠田麻里子、松井玲奈、小嶋陽菜、板野友美、橫山由依與渡邊美優紀。封底照片則是第3名的渡邊麻友之獨照。除了主打曲之外，此版本主要收錄的B面曲，是在唱片發行前後畢業的資深成員板野友美與篠田麻里子兩人的畢業曲，及對應的MV。
CD
| No. | 曲目                                 | 作詞   | 作曲       | 編曲     | 備註              |
| --- | ------------------------------------ | ------ | ---------- | -------- | ----------------- |
| 1   | 《戀愛的幸運餅乾》                   | 秋元康 | 伊藤心太郎 | 武藤星兒 |                   |
| 2   | 《最後一扇門》（最後のドア）                   | 秋元康 | 炭田慎也   | 若田部誠 | 板野友美 畢業曲   |
| 3   | 《不是因為眼淚》（涙のせいじゃない）                 | 秋元康 | 山本加津彥 | 增田武史 | 篠田麻里子 畢業曲 |
| 4   | 《戀愛的幸運餅乾》（off vocal ver.） |        |            |          |                   |
| 5   | 《最後一扇門》（off vocal ver.）     |        |            |          |                   |
| 6   | 《不是因為眼淚》（off vocal ver.）   |        |            |          |                   |

DVD
| No. | 內容                                       | 備註                                             |
| --- | ------------------------------------------ | ------------------------------------------------ |
| 1   | 《戀愛的幸運餅乾》MV                       |                                                  |
| 2   | 《最後一扇門》MV                           |                                                  |
| 3   | 《不是眼淚的錯》MV                         |                                                  |
| 4   | 科幻少女連續劇系列《ADS77》： 第三幕：降靈 |                                                  |
| 5   | 《戀愛的幸運餅乾》舞蹈影片（Type-B）       | * 参加的成员有佐佐木優佳里、高橋朱里与加藤玲奈。 |

特典
- 全国握手会活动参加券1種（全2種，只有初回限定盤附赠）
- 生写真1種（全50種，只有通常盘附赠）

### 劇場盤
封面写真：《戀愛的幸運餅乾》选拔成员16人
| 曲序 | 曲目                                   | 作曲       | 編曲         |
| ---- | -------------------------------------- | ---------- | ------------ |
| 1.   | 《戀愛的幸運餅乾》                     | 伊藤心太郎 | 武藤星兒     |
| 2.   | 《想了一下愛的定義》                   |            | 野中MASA雄一 |
| 3.   | 《蓝天咖啡厅》（青空カフェ）                     | 藤本貴則   | 佐佐倉有吾   |
| 4.   | 《戀愛的幸運餅乾》（off vocal ver.）   |            |              |
| 5.   | 《想了一下愛的定義》（off vocal ver.） |            |              |
| 6.   | 《晴空咖啡》（off vocal ver.）         |            |              |

特典（二选一）
- 生写真2张
- 生写真1张+劇場盤发行記念大握手会参加券1张

## 跨業合作
《戀愛的幸運餅乾》由於曲風輕快舞步簡單好記，在發行之後獲得不低的迴響，也被一些電視台、活動單位或企業業主選作節目主題曲、產品的廣告曲或活動主題曲。其中由於AKB48被富士電視台選作該電視台在2013年夏季於東京台場地區舉辦的大型主題園遊會活動「御台場合眾國2013」的代言人物，因此《戀愛的幸運餅乾》也順勢成為該活動的主題曲。另外，在2014年1月10日，日本重要的全國性高中校際棒球比賽、俗稱「春季甲子園」的選拔高校野球大會之賽會單位也宣布將以《戀愛的幸運餅乾》作為在3月21日開賽的第86屆大賽之開幕式入場進行曲。這是AKB48繼2012年時《Everyday、髮箍》（Everyday、カチューシャ）被選作第84屆大賽的入場曲之後，第二首獲得此榮譽的作品。
2014年6月，為了配合日本汽車大廠、與AKB48集團擁有深厚合作關係的豐田汽車所推出之插電式混合動力車Prius PHV之銷售推廣，選擇了《戀愛的幸運餅乾》一曲為基礎改編成廣告歌曲《戀愛的充電Prius ～戀愛的幸運餅乾2～》（恋する充電プリウス ～恋するフォーチュンクッキー2～），並且拍成MV風格的廣告音樂影片。該廣告是由指原莉乃與由豐田汽車所贊助的分隊、AKB48 Team 8全體47名成員以「指原莉乃with AKB48 team8」的名義共同代言，原本的歌詞被改寫，變成一首以汽車的觀點在抒發心聲的歌曲。該影片是Team 8成員首度全體共同在主要媒體上曝光的紀錄，雖然在6月間已經在網路上曝光，但實際上要到7月才會開始在日本全國的主要電視頻道上播放。除了單獨的MV版本外，此曲也被選為豐田汽車的大規模行銷企畫活動「TOYOTOWN」的電視廣告搭配歌曲，而廣告本身是由包括指原莉乃與已畢業的AKB48前成員前田敦子在內的諸多日本演藝人員共同參與演出。
包括主打歌與其他搭配的B面曲，本單曲唱片與各產業的跨業合作紀錄，表列如下：
| 曲名               | 跨業合作對象 |
| ------------------ | --- |
| 《戀愛的幸運餅乾》 | - 富士電視台《御台场合众国2013〜不快乐就不是御台场！不冒险就不是夏天！〜》主题曲 - 富士電視台系《WONDA×AKB48 短剧「戀愛幸運餅」》主题曲 - 光TV《AKB48短剧“哪里直到有什么”》（AKB48コント「何もそこまで…）主题曲 - GREE《AKB48 Stage Fighter》「第三届center争夺战」广告曲 - JOYSOUND《AKB48 官方卡拉OK JOYSOUND f1》广告曲 - 第86屆選拔高校野球大會開幕式入場曲 - 豐田Prius PHV廣告曲《戀愛的充電Prius ～戀愛的幸運餅乾2～》 |
| 《思考愛的意義》   | - 日本红十字会《JOIN!“防灾志愿者、医院志愿者、急救方法说明”篇》廣告歌曲 |
| 《晴空咖啡》       | - 家庭剧场《「献给追忆的你们」～AKB48全体总动员公演～》廣告歌曲 |

## 外部連結
- King Records官方網站相關唱片版本頁面（日語）
  - Type A初回限定版 （页面存档备份，存于） 通常版 （页面存档备份，存于）
  - Type K初回限定版 （页面存档备份，存于） 通常版 （页面存档备份，存于）
  - Type B初回限定版 （页面存档备份，存于） 通常版 （页面存档备份，存于）
  - 劇場盤 （页面存档备份，存于）
- AKB48官方YouTube频道公开播放影片：
  - YouTube上的戀愛的幸運餅乾 MV
  - YouTube上的戀愛的幸運餅乾 MV拍摄花絮
  - YouTube上的戀愛的幸運餅乾 STAFF版MV
  - YouTube上的想了一下愛的定義 預覽版MV
- 單曲宣傳街宣車
  - YouTube上的在澀谷行走的《戀愛的幸運餅乾》街宣車
- 《戀愛的充電Prius》：
  - YouTube上的完整版MV、YouTube上的影片拍攝花絮（日本豐田官方頻道）
  - 改編版歌詞（豐田Toyotown官方網站）（日語）